# MÁV-Baureihe V55
Die MÁV-Baureihe V55 war die letzte nach dem System Kandó und eine einzelachsangetriebene serienmäßig gebaute Elektrolokomotive der ungarischen Staatsbahn Magyar Államvasutak (MÁV).

## Geschichte
Die ab 1932 hergestellten Lokomotiven der Bauart Kandó, die V40 und die V60, hatten sich im Betrieb bewährt. Nach mehreren Jahren trat ein erhöhter Verschleiß der Treib- und Kuppelstangen auf. Daher entschlossen sich die MÁV, Anregungen aus dem Ausland folgend, zur Entwicklung von einzelachsangetriebenen elektrischen Lokomotiven.
Die Kernpunkte der Entwicklungsarbeiten waren, dass die neuen Fahrmotoren kleiner als der frühere große Fahrmotor war. Dadurch war es nicht mehr möglich, die wirtschaftlichen Synchrondrehzahlen der Motoren durch entsprechende Polzahlen zu regeln. Es wurde versucht, die angemessene Frequenz des Speisestromes für die Traktionsmotoren zu ändern. Dieses wurde durch einen zusätzlichen Periodenumformer erreicht, so dass die Hauptbaugruppen der neuen Lokomotive Phasenumformer, Periodenumformer und Flüssigkeitsanlasser waren.
Ein erster Versuch dieser einzelachsangetriebenen Kandó-Lokomotive entstand mit der 1939 entstandenen Versuchslokomotive V44, von der zwei Exemplare gefertigt wurden. 1950 wurden zwei, bis 1954 weitere zehn Lokomotiven der Reihe V55 mit Phasen- sowie mit Periodenumformer geliefert. Die beiden Lieferungen unterschieden sich in kleinen Details.
Da in den 1960er Jahren das Stromsystem bei den MÁV einheitlich auf 25 kV 50 Hz umgestellt wurde, war den Lokomotiven keine längere Einsatzzeit beschieden. Bereits Anfang der 1960er Jahre wurden die ersten ausgemustert, besonders, weil es Probleme mit der Bauausführung der Fahrzeuge gab. 1967 wurde mit der V55,004 die letzte Maschine dieser Gattung aus dem Dienst gezogen. Diese Lok ist gleichzeitig die einzige erhaltene Lokomotive dieser Reihe.

## Technische Merkmale
Die Hauptbaugruppen der Lokomotive sind Phasenumformer, Periodenumformer und Flüssigkeitsanlasser. Phasen- und Periodenumformer liefern den optimalen Strom für die fünf Fahrmotoren für die Synchrondrehzahlen, der Flüssigkeitsanlasser reguliert die konstante Beschleunigung der Lokomotive auf die eingestellte Synchrongeschwindigkeiten 25 km/h, 50 km/h, 75 km/h, 100 km/h, 125 km/h. Den Wert der Beschleunigung konnte wie bei den anderen Kandó-Lokomotiven der Lokführer individuell einstellen.
Der Hauptrahmen der Lokomotive bestand aus mit Querträgern verbundenen Längsträgern. Der Lokomotivkasten war aus Trägern und Platten verschweißt. Das Gewicht der Lokomotive wurde auf einem zweiachsigen und einem dreiachsigen Drehgestell gelagert. Die unterschiedliche Ausführung der Drehgestelle wurde aus Gewichtsgründen gewählt. Diese Fahrzeuge besaßen keinen Drehzapfen, die Drehung des Gestells wurde durch die patentierten Gleitstützen der Bauart Ganz-Romain sichergestellt. Der in den technischen Daten angegebene Drehzapfenabstand ist also der Abstand zwischen den virtuellen Drehpunkten. Insgesamt wurde der Rahmen und der Lokkasten von 16 parallel gekoppelten Schraubenfederpaaren getragen.